# Henryk Stabholz
Henryk Stabholz (Stabholc, Sztabholc) (ur. 1 maja 1882, zm. 21 kwietnia 1941) – polski chirurg, dyrektor Szpitala Starozakonnych na Czystem w Warszawie.

## Życiorys
W roku 1900 ukończył ze złotym medalem Gimnazjum Praskie. W 1907 ukończył medycynę na Imperialnym Uniwersytecie Warszawskim. W 1913 roku specjalizował się w klinikach zagranicznych. Praktykował w Kielcach i w Warszawie. Był jednym z założycieli Towarzystwa Medycyny Społecznej, radca Izby Lekarskiej Warszawsko-Białostockiej, długoletni wiceprezes Stowarzyszenia Lekarzy. Był dyrektorem Szpitala Starozakonnych w Warszawie od 1934 roku do ok. 1940. Miał syna Tadeusza (Thaddeus Stabholz), lekarza, który napisał książkę „Siedem Piekieł” na temat zbrodni nazistowskich w Polsce.